# Cyprien Richard
Cyprien Richard (* 27. Januar 1979 in Thonon-les-Bains) ist ein ehemaliger französischer Skirennläufer. Seine Spezialdisziplin war der Riesenslalom.

## Biografie
Richard nahm im Dezember 1994 erstmals an FIS-Rennen teil. Einsätze im Europacup folgten ab Januar 1998. Er startete zwar am 17. Dezember 2000 in Val-d’Isère erstmals bei einem Weltcup-Rennen, doch gelang es ihm lange Zeit nie, ein zählbares Ergebnis zu erzielen. Wegen einer Verletzung konnte er 2005 kein einziges Rennen bestreiten.
Erst in der Saison 2007/08 gelang ihm der Durchbruch an die erweiterte Weltspitze. Als 24. des Riesenslaloms in Beaver Creek am 2. Dezember 2007 holte er die ersten Weltcuppunkte, am 8. März 2008 stieß er in Kranjska Gora unter die besten zehn vor. Seinen ersten Podestplatz erzielte er am 14. März 2008 beim Weltcup-Finale in Bormio, als er im Riesenslalom überraschend auf den dritten Platz fuhr. In derselben Saison erreichte er im Europacup mit einem Sieg den dritten Platz in der Riesenslalom-Disziplinenwertung.
In der Saison 2008/09 blieb ein fünfter Platz sein einziges Top-10-Ergebnis im Weltcup, während er im Winter 2009/10 wieder einen dritten Platz im Riesenslalom von Alta Badia erreichte und weitere drei Mal unter die besten zehn fuhr. Im Dezember 2009 gewann er beim erstmals ausgetragenen, nicht in Verbindung zum Weltcup stehenden Alpine Rockfest. Ohne Ergebnis blieb der Franzose bei den Weltmeisterschaften 2009 in Val-d’Isère und den Olympischen Winterspielen 2010 in Vancouver. Beide Male konnte er den Riesenslalom nicht beenden.
Am 8. Januar 2011 feierte Richard beim Riesenslalom von Adelboden seinen ersten Weltcupsieg, wobei er gleich schnell war wie Aksel Lund Svindal. Zuvor war er in der Saison 2010/11 als Zweiter des Riesenslalom von Alta Badia bereits einmal auf dem Podest gestanden. Bei den Alpinen Skiweltmeisterschaften 2011 in Garmisch-Partenkirchen gewann er mit der französischen Mannschaft den Mannschaftswettbewerb, außerdem wurde er Vizeweltmeister im Riesenslalom. In der Saison 2011/12 blieb Richard ohne Weltcup-Podestplatz. Sein bestes Saisonergebnis war ein fünfter Platz im Riesenslalom von Adelboden.
In der Saison 2012/13 kam Richard nicht über einen elften Platz hinaus, im darauf folgenden Winter war ein achter Platz sein bestes Ergebnis. Mitte Februar 2014 stürzte er beim Europacup-Riesenslalom von Borowez, zu dem er als Vorbereitung auf die Olympischen Spiele angetreten war, und zog sich einen Kreuzbandriss am linken Knie zu. Nach der Saison 2015/16 gab Richard sein Karriereende bekannt.

## Erfolge

### Weltmeisterschaften
- Garmisch-Partenkirchen 2011: 1. Mannschaftswettbewerb, 2. Riesenslalom
- Schladming 2013: 19. Riesenslalom

### Weltcup
- 4 Podestplätze, davon 1 Sieg:

| Datum            | Ort       | Land    | Disziplin    |
| ---------------- | --------- | ------- | ------------ |
| 8. Januar 2011 * | Adelboden | Schweiz | Riesenslalom |

* zeitgleich mit Aksel Lund Svindal

### Weltcupwertungen
| Saison  | Gesamt | Gesamt | Riesenslalom | Riesenslalom |
| Saison  | Platz  | Punkte | Platz        | Punkte       |
| ------- | ------ | ------ | ------------ | ------------ |
| 2007/08 | 54.    | 156    | 11.          | 156          |
| 2008/09 | 57.    | 136    | 15.          | 136          |
| 2009/10 | 45.    | 180    | 11.          | 180          |
| 2010/11 | 26.    | 303    | 3.           | 303          |
| 2011/12 | 42.    | 216    | 8.           | 216          |
| 2012/13 | 71.    | 88     | 23.          | 88           |
| 2013/14 | 63.    | 92     | 24.          | 92           |
| 2014/15 | 116.   | 21     | 32.          | 21           |
| 2015/16 | 91.    | 68     | 33.          | 68           |

### Europacup
- Saison 2007/08: 3. Riesenslalomwertung
- Saison 2011/12: 10. Riesenslalomwertung
- Saison 2014/15: 4. Riesenslalomwertung
- 8 Podestplätze, davon 4 Siege:

| Datum           | Ort      | Land        | Disziplin    |
| --------------- | -------- | ----------- | ------------ |
| 14. März 2007   | Madesimo | Italien     | Riesenslalom |
| 21. Januar 2011 | Oberjoch | Deutschland | Riesenslalom |
| 26. Januar 2015 | Lélex    | Frankreich  | Riesenslalom |
| 2. März 2015    | Jasná    | Slowakei    | Riesenslalom |

### Junioren-Weltmeisterschaften
- Megève 1998: 12. Slalom, 16. Abfahrt, 18. Super-G, 46. Riesenslalom
- Pra Loup 1999: 13. Slalom, 29. Abfahrt

### Weitere Erfolge
- 1 französischer Meistertitel (Riesenslalom 2008)
- 1 Sieg im Nor-Am Cup
- 13 Siege in FIS-Rennen